# Orphulella tolteca
Orphulella tolteca är en insektsart som först beskrevs av Henri Saussure 1861.  Orphulella tolteca ingår i släktet Orphulella och familjen gräshoppor. Inga underarter finns listade i Catalogue of Life.